# Jaworów (rejon doliński)
 Jaworów (ukr. Яворів) – wieś na Ukrainie, w  obwodzie iwanofrankiwskim, w rejonie dolińskim.
Znajduje tu się przystanek kolejowy Jaworów, położony na linii Stryj – Iwano-Frankiwsk (odcinek dawnej Galicyjskiej Kolei Transwersalnej).